# Carlos de los Cobos
Carlos Alberto de los Cobos Martínez (ur. 10 grudnia 1958 w Matamoros) – meksykański trener piłkarski i piłkarz.

## Kariera klubowa
De los Cobos jako zawodnik nigdy nie wyjechał ze swojej ojczyzny. Podczas swojej 17-letniej kariery piłkarskiej przewijał się przez kluby takie jak Querétaro, Club América, Necaxa, Cobras czy Monterrey. Swój ostatni mecz w roli piłkarza rozegrał 29 sierpnia 1993 w barwach Querétaro. Było to przegrane 0:3 spotkanie z Tolucą, kiedy to De los Cobos został zmieniony w przerwie meczu przez Bernardo Castañedę.

## Kariera reprezentacyjna
W latach 1983–1986 wystąpił w barwach reprezentacji Meksyku 25 razy. Brał udział w Mistrzostwach Świata 1986, na których był rezerwowym i wyszedł na boisko jedynie w grupowym spotkaniu z Irakiem.

## Kariera trenerska
Zaledwie dwa tygodnie po zakończeniu kariery piłkarskiej De los Cobos objął zespół Querétaro. Później trenował też Tigres UANL i Américę. Pełnił funkcję asystenta selekcjonera reprezentacji Meksyku - Manuela Lapuente - na Igrzyskach Olimpijskich 1996 i Mundialu 1998. W latach 2000–2001 trenował Celayę, a niedługo potem na polecenie nowego selekcjonera Ricardo Lavolpe objął kadrę U-23 na Igrzyskach Ameryki Środkowej i Karaibów w Salwadorze. Tam Meksyk zajął drugie miejsce, przegrywając w finale po rzutach karnych z gospodarzem imprezy. W roku 2003 prowadził pierwszoligowe Irapuato, natomiast 3 lata później najbardziej utytułowany klub salwadorski - Club Deportivo FAS.
Dnia 26 sierpnia 2006 roku De los Cobos został trenerem reprezentacji Salwadoru. Jego pierwszym poważnym turniejem międzynarodowym w karierze trenerskiej był Złoty Puchar CONCACAF 2007. Tutaj Salwador zajął 3. miejsce w grupie z 1 zwycięstwem oraz 2 porażkami na koncie i kosztem USA i Gwatemali nie zakwalifikował się do fazy pucharowej. Brał również udział w Złotym Pucharze CONCACAF 2009, gdzie ponownie nie wyszedł z grupy.
Podczas kwalifikacji do Mundialu 2010 drużyna De los Cobosa rozgromiła łącznym wynikiem 16:0 Anguillę w pierwszej rundzie rozgrywek. W rundzie drugiej Salwador wyeliminował Panamę wynikiem 3:2. Wyszedł także z rundy trzeciej (grupowej) z 3 zwycięstwami, 1 remisem i 2 porażkami na koncie. W finałowej rundzie La Selecta zajęła piąte, przedostatnie miejsce, tracąc 8 punktów do kwalifikującej się do baraży Kostaryki.
14 grudnia 2009 ogłoszono, że De los Cobos nie przedłuży wygasającego kontraktu z kadrą Salwadoru. 51-letni Meksykanin argumentował swoją decyzję brakiem dalszej motywacji do pracy z drużyną. 8 stycznia 2010 został oficjalnie zaprezentowany jako trener amerykańskiego Chicago Fire. Na stanowisku tym zastąpił Kostarykanina Denisa Hamletta. Nowy coach szybko sprowadził do klubu byłych podopiecznych z reprezentacji Salwadoru - Julio Martíneza i Derisa Umanzora. W swoim debiucie na ławce trenerskiej Strażaków przegrał z New York Red Bulls 0:1.

## Życie prywatne
De los Cobos i jego żona Mayte mają dwoje dzieci: Rafaela i Paulinę.